# Vincenzo Grella
Vincenzo Grella (Melbourne, 5 ottobre 1979) è un dirigente sportivo ed ex calciatore australiano di origini italiane, di ruolo centrocampista, vice presidente e amministratore delegato del Catania.

## Biografia
Nato a Melbourne nel 1979 da genitori italiani, il padre è campano di Grottaminarda, in provincia di Avellino, e la madre laziale di Carpineto Romano, in provincia di Roma.
È sposato dal 2005 con Barbara Conforti Battini, di nobile famiglia di Cambiano, che ha conosciuto a Empoli, nel periodo in cui militava nella formazione calcistica della cittadina toscana. Dall'unione sono nati tre figli, di cui due gemelle.

## Carriera

### Giocatore

#### Club

##### Inizi e arrivo in Italia (1996-2000)
Cresciuto nelle giovanili dello Springvale City, esordisce nella massima serie australiana nel 1996-1997 con i Canberra Cosmos, giocando 10 partite, e l'anno seguente si trasferisce al Carlton dove gioca 19 partite e segna 2 reti. Nel 1998-1999 gioca una partita con gli australiani e ad ottobre viene ceduto all'Empoli, in Serie A, dove gioca 5 partite, e a fine anno l'Empoli retrocede in Serie B.

##### Prestito a Terni, affermazione a Empoli e Parma (2000-2007)
Non trovando spazio nella serie cadetta con gli empolesi, si trasferisce nella Ternana a febbraio e gioca 9 partite; nel 2000-2001 gioca 18 partite e a fine anno decide di tornare nell'Empoli, dove giocherà da titolare disputando 32 partite e contribuendo alla promozione della squadra in Serie A. Gioca titolare anche in massima serie, e colleziona nuovamente 32 partite condite da una rete, la prima in Serie A. Nel 2003-2004 gioca 24 partite e a fine anno viene ceduto al Parma. Al primo anno con gli emiliani colleziona 23 presenze, nel 2005-2006 gioca 35 partite e segna una rete, mentre nel 2006-2007 saranno 26 le partite e ancora una rete. È stato anche in alcune occasioni, in seguito a un infortunio occorso a Giuseppe Cardone, il capitano del Parma.

##### L'anno al Torino (2007-2008)
Il 20 giugno 2007, svincolatosi dal Parma, firma un contratto triennale con il Torino, nella sua prima e unica stagione in granata totalizza 28 presenze (partendo quasi sempre titolare) e segnando una rete il 19 gennaio 2008 in occasione della sconfitta esterna per 2-1 contro la Fiorentina.

##### Blackburn Rovers (2008-2012)
Il club di Urbano Cairo il 26 agosto 2008 lo cede al Blackburn per 5 milioni di euro. Nel campionato 2008-2009 colleziona 15 presenze in campionato e 2 nella FA CUP.
Rimane con i Rovers fino al termine della stagione 2011-2012, anno della loro retrocessione dalla Premier alla Championship. La sua esperienza inglese è stata molto condizionata dagli infortuni, tante che nelle ultime 2 stagioni col club del Nord Ovest inglese ha disputato solamente 6 partite (5 nella prima e solo 1 nella seconda, che è stata quella della retrocessione), tanto che il club aveva anche provato a cedere Grella.

##### Ritorno in patria e ritiro (2012-2013)
Dopo essere rimasto svincolato ed essersi allenato per alcune settimane con l'Empoli, il 18 ottobre 2012 fa il suo ritorno in Australia firmando per il Melbourne Heart FC, club che disputa la massima divisione locale A-League. Il 28 gennaio 2013, annuncia il suo ritiro all'età di 33 anni, all'indomani dell'ennesimo infortunio subìto durante l'ultima partita giocata del campionato australiano.

#### Nazionale
Ha giocato per la Nazionale australiana e ha anche rappresentato l'Australia ai Giochi olimpici del 2000.
Ha debuttato con la Nazionale maggiore il 12 febbraio 2003 in occasione dell'amichevole vinta (a sorpresa) per 3-1 al Boleyn Ground di Londra contro l'Inghilterra rilevando al 77º Scott Chipperfield.
Grella e il compagno di squadra Mark Bresciano furono esclusi dalla Confederations Cup del 2005 dal team manager australiano Frank Farina per permettere loro di partecipare allo spareggio salvezza della Serie A tra Parma e Bologna. Grella ha anche giocato con Bresciano nel Carlton e nell'Empoli, prima dell'acquisto che li riunì nel 2004, quando andarono al Parma fino al 2006.
Nel novembre del 2005 giocò per i Socceroos nei play-off per accedere alla fase finale della Coppa del Mondo contro l'Uruguay, una partita in cui l'Australia si qualificò per i mondiali tedeschi del 2006 per la prima volta in 32 anni. Nella fase finale in Germania giocò titolare, venendo scelto in una squadra che la FIFA aveva ipotizzato come il team FIFA della manifestazione, l'unico australiano della lista. La sua performance agli ottavi di finale contro l'Italia fu scelta come una delle migliori di un australiano al torneo, nonostante la sconfitta (arrivata solo su rigore all'ultimo minuto) contro i futuri campioni del mondo.

### Dopo il ritiro
Terminata la carriera dal calciatore, intraprende la carriera da procuratore sportivo.
Nel luglio del 2022, mentre sta collaborando con un gruppo di agenti in Inghilterra, viene scelto come vice presidente e amministratore delegato del nuovo Catania, costituito dopo il fallimento della precedente società etnea e rifondato dall'italo-australiano Pelligra.
Al primo anno sotta la sua gestione, la società siciliana torna tra i professionisti vincendo il campionato di Serie D.
Nella stagione 2023/2024, malgrado un campionato deludente, il Catania vince la Coppa Italia Serie C.

## Statistiche

### Presenze e reti nei club
Statistiche aggiornate al termine della carriera.
| Stagione               | Squadra                | Campionato             | Campionato | Campionato | Coppe nazionali | Coppe nazionali | Coppe nazionali | Coppe continentali | Coppe continentali | Coppe continentali | Altre coppe | Altre coppe | Altre coppe | Totale | Totale |
| Stagione               | Squadra                | Comp                   | Pres       | Reti       | Comp            | Pres            | Reti            | Comp               | Pres               | Reti               | Comp        | Pres        | Reti        | Pres   | Reti   |
| ---------------------- | ---------------------- | ---------------------- | ---------- | ---------- | --------------- | --------------- | --------------- | ------------------ | ------------------ | ------------------ | ----------- | ----------- | ----------- | ------ | ------ |
| 1995                   | Springvale City        | VPL                    | 12         | 0          | -               | -               | -               | -                  | -                  | -                  | -           | -           | -           | 12     | 0      |
| 1996                   | Springvale City        | VPL                    | 4          | 0          | -               | -               | -               | -                  | -                  | -                  | -           | -           | -           | 4      | 0      |
| Totale Springvale City | Totale Springvale City | Totale Springvale City | 16         | 0          |                 | -               | -               |                    | -                  | -                  |             | -           | -           | 16     | 0      |
| 1996-1997              | Canberra Cosmos        | NSL                    | 10         | 0          | CA              | ?               | ?               | -                  | -                  | -                  | -           | -           | -           | 10+    | 0+     |
| 1997-1998              | Carlton                | NSL                    | 19         | 2          | -               | -               | -               | -                  | -                  | -                  | -           | -           | -           | 19     | 2      |
| lug.-ott. 1998         | Carlton                | NSL                    | 1          | 0          | -               | -               | -               | -                  | -                  | -                  | -           | -           | -           | 1      | 0      |
| Totale Carlton         | Totale Carlton         | Totale Carlton         | 20         | 2          |                 | -               | -               |                    | -                  | -                  |             | -           | -           | 20     | 2      |
| ott. 1998-1999         | Empoli                 | A                      | 5          | 0          | CI              | -               | -               | -                  | -                  | -                  | -           | -           | -           | 5      | 0      |
| lug.-dic. 1999         | Empoli                 | B                      | 0          | 0          | CI              | 2               | 0               | -                  | -                  | -                  | -           | -           | -           | 2      | 0      |
| 1999-2000              | Ternana                | B                      | 9          | 0          | CI              | -               | -               | -                  | -                  | -                  | -           | -           | -           | 9      | 0      |
| 2000-2001              | Ternana                | B                      | 18         | 0          | CI              | 1               | 0               | -                  | -                  | -                  | -           | -           | -           | 19     | 0      |
| Totale Ternana         | Totale Ternana         | Totale Ternana         | 27         | 0          |                 | 1               | 0               |                    | -                  | -                  |             | -           | -           | 28     | 0      |
| 2001-2002              | Empoli                 | B                      | 32         | 0          | CI              | 4               | 0               | -                  | -                  | -                  | -           | -           | -           | 36     | 0      |
| 2002-2003              | Empoli                 | A                      | 32         | 1          | CI              | 3               | 0               | -                  | -                  | -                  | -           | -           | -           | 35     | 1      |
| 2003-2004              | Empoli                 | A                      | 24         | 0          | CI              | 1               | 0               | -                  | -                  | -                  | -           | -           | -           | 25     | 0      |
| Totale Empoli          | Totale Empoli          | Totale Empoli          | 93         | 1          |                 | 10              | 0               |                    | -                  | -                  |             | -           | -           | 103    | 1      |
| 2004-2005              | Parma                  | A                      | 23+2       | 0          | CI              | 1               | 0               | CU                 | 9                  | 0                  | -           | -           | -           | 35     | 0      |
| 2005-2006              | Parma                  | A                      | 35         | 1          | CI              | 2               | 0               | -                  | -                  | -                  | -           | -           | -           | 37     | 1      |
| 2006-2007              | Parma                  | A                      | 26         | 1          | CI              | 1               | 0               | CU                 | 2                  | 0                  | -           | -           | -           | 29     | 1      |
| Totale Parma           | Totale Parma           | Totale Parma           | 84+2       | 2+0        |                 | 4               | 0               |                    | 11                 | 0                  |             | -           | -           | 101    | 2      |
| 2007-2008              | Torino                 | A                      | 28         | 1          | CI              | 3               | 0               | -                  | -                  | -                  | -           | -           | -           | 31     | 1      |
| 2008-2009              | Blackburn              | PL                     | 17         | 0          | FACup+CdL       | 2+0             | 0               | -                  | -                  | -                  | -           | -           | -           | 19     | 0      |
| 2009-2010              | Blackburn              | PL                     | 15         | 0          | FACup+CdL       | 0+2             | 0               | -                  | -                  | -                  | -           | -           | -           | 17     | 0      |
| 2010-2011              | Blackburn              | PL                     | 5          | 0          | FACup+CdL       | 1+1             | 0               | -                  | -                  | -                  | -           | -           | -           | 7      | 0      |
| 2011-2012              | Blackburn              | PL                     | 1          | 0          | FACup+CdL       | 0+1             | 0               | -                  | -                  | -                  | -           | -           | -           | 2      | 0      |
| Totale Blackburn       | Totale Blackburn       | Totale Blackburn       | 38         | 0          |                 | 7               | 0               |                    | -                  | -                  |             | -           | -           | 45     | 0      |
| 2012-2013              | Melbourne City         | AL                     | 1          | 0          | -               | -               | -               | -                  | -                  | -                  | -           | -           | -           | 1      | 0      |
| Totale carriera        | Totale carriera        | Totale carriera        | 319        | 6          |                 | 25+             | 0+              |                    | 11                 | 0                  |             | -           | -           | 355+   | 6+     |

### Cronologia presenze e reti in nazionale
| Cronologia completa delle presenze e delle reti in nazionale ― Australia | Cronologia completa delle presenze e delle reti in nazionale ― Australia | Cronologia completa delle presenze e delle reti in nazionale ― Australia | Cronologia completa delle presenze e delle reti in nazionale ― Australia | Cronologia completa delle presenze e delle reti in nazionale ― Australia | Cronologia completa delle presenze e delle reti in nazionale ― Australia | Cronologia completa delle presenze e delle reti in nazionale ― Australia | Cronologia completa delle presenze e delle reti in nazionale ― Australia |
| Data                                                                     | Città                                                                    | In casa                                                                  | Risultato                                                                | Ospiti                                                                   | Competizione                                                             | Reti                                                                     | Note                                                                     |
| ------------------------------------------------------------------------ | ------------------------------------------------------------------------ | ------------------------------------------------------------------------ | ------------------------------------------------------------------------ | ------------------------------------------------------------------------ | ------------------------------------------------------------------------ | ------------------------------------------------------------------------ | ------------------------------------------------------------------------ |
| 12-2-2003                                                                | Londra                                                                   | Inghilterra                                                              | 1 – 3                                                                    | Australia                                                                | Amichevole                                                               | -                                                                        | 77’                                                                      |
| 19-8-2003                                                                | Dublino                                                                  | Irlanda                                                                  | 2 – 1                                                                    | Australia                                                                | Amichevole                                                               | -                                                                        | 67’                                                                      |
| 18-2-2004                                                                | Caracas                                                                  | Venezuela                                                                | 1 – 1                                                                    | Australia                                                                | Amichevole                                                               | -                                                                        | 82’                                                                      |
| 21-5-2004                                                                | Sydney                                                                   | Australia                                                                | 1 – 3                                                                    | Turchia                                                                  | Amichevole                                                               | -                                                                        | 74’                                                                      |
| 24-5-2004                                                                | Melbourne                                                                | Australia                                                                | 0 – 1                                                                    | Turchia                                                                  | Amichevole                                                               | -                                                                        |                                                                          |
| 29-5-2004                                                                | Adelaide                                                                 | Australia                                                                | 1 – 0                                                                    | Nuova Zelanda                                                            | Qual. Mondiali 2006                                                      | -                                                                        |                                                                          |
| 31-5-2004                                                                | Adelaide                                                                 | Australia                                                                | 9 – 0                                                                    | Tahiti                                                                   | Qual. Mondiali 2006                                                      | -                                                                        |                                                                          |
| 2-6-2004                                                                 | Adelaide                                                                 | Australia                                                                | 6 – 1                                                                    | Figi                                                                     | Qual. Mondiali 2006                                                      | -                                                                        |                                                                          |
| 4-6-2004                                                                 | Adelaide                                                                 | Australia                                                                | 3 – 0                                                                    | Vanuatu                                                                  | Qual. Mondiali 2006                                                      | -                                                                        |                                                                          |
| 9-10-2004                                                                | Honiara                                                                  | Isole Salomone                                                           | 1 – 5                                                                    | Australia                                                                | Qual. Mondiali 2006                                                      | -                                                                        | 60’                                                                      |
| 16-11-2004                                                               | Londra                                                                   | Australia                                                                | 2 – 2                                                                    | Norvegia                                                                 | Amichevole                                                               | -                                                                        | 46’                                                                      |
| 9-2-2005                                                                 | Durban                                                                   | Sudafrica                                                                | 1 – 1                                                                    | Australia                                                                | Amichevole                                                               | -                                                                        | 71’                                                                      |
| 3-9-2005                                                                 | Sydney                                                                   | Australia                                                                | 7 – 0                                                                    | Isole Salomone                                                           | Qual. Mondiali 2006                                                      | -                                                                        | 72’                                                                      |
| 6-9-2005                                                                 | Honiara                                                                  | Isole Salomone                                                           | 1 – 2                                                                    | Australia                                                                | Qual. Mondiali 2006                                                      | -                                                                        | 75’                                                                      |
| 9-10-2005                                                                | Londra                                                                   | Australia                                                                | 5 – 0                                                                    | Giamaica                                                                 | Amichevole                                                               | -                                                                        | 71’                                                                      |
| 12-11-2005                                                               | Montevideo                                                               | Uruguay                                                                  | 1 – 0                                                                    | Australia                                                                | Qual. Mondiali 2006                                                      | -                                                                        |                                                                          |
| 16-11-2005                                                               | Sydney                                                                   | Australia                                                                | 1 – 0 dts (4 – 2 dtr)                                                    | Uruguay                                                                  | Qual. Mondiali 2006                                                      | -                                                                        |                                                                          |
| 25-5-2006                                                                | Melbourne                                                                | Australia                                                                | 1 – 0                                                                    | Grecia                                                                   | Amichevole                                                               | -                                                                        |                                                                          |
| 4-6-2006                                                                 | Rotterdam                                                                | Paesi Bassi                                                              | 1 – 1                                                                    | Australia                                                                | Amichevole                                                               | -                                                                        | 78’                                                                      |
| 12-6-2006                                                                | Kaiserslautern                                                           | Australia                                                                | 3 – 1                                                                    | Giappone                                                                 | Mondiali 2006 - 1º turno                                                 | -                                                                        | 32’                                                                      |
| 18-6-2006                                                                | Monaco                                                                   | Brasile                                                                  | 2 – 0                                                                    | Australia                                                                | Mondiali 2006 - 1º turno                                                 | -                                                                        |                                                                          |
| 22-6-2006                                                                | Stoccarda                                                                | Croazia                                                                  | 2 – 2                                                                    | Australia                                                                | Mondiali 2006 - 1º turno                                                 | -                                                                        | 63’                                                                      |
| 26-6-2006                                                                | Kaiserslautern                                                           | Italia                                                                   | 1 – 0                                                                    | Australia                                                                | Mondiali 2006 - Ottavi di finale                                         | -                                                                        | 23’                                                                      |
| 7-10-2006                                                                | Brisbane                                                                 | Australia                                                                | 1 – 1                                                                    | Paraguay                                                                 | Amichevole                                                               | -                                                                        |                                                                          |
| 11-10-2006                                                               | Sydney                                                                   | Australia                                                                | 2 – 0                                                                    | Bahrein                                                                  | Amichevole                                                               | -                                                                        |                                                                          |
| 14-11-2006                                                               | Londra                                                                   | Australia                                                                | 1 – 1                                                                    | Ghana                                                                    | Amichevole                                                               | -                                                                        | cap. 53’                                                                 |
| 6-2-2007                                                                 | Londra                                                                   | Australia                                                                | 1 – 3                                                                    | Danimarca                                                                | Amichevole                                                               | -                                                                        | 75’                                                                      |
| 30-6-2007                                                                | Singapore                                                                | Singapore                                                                | 0 – 3                                                                    | Australia                                                                | Amichevole                                                               | -                                                                        | 50’                                                                      |
| 8-7-2007                                                                 | Bangkok                                                                  | Australia                                                                | 1 – 1                                                                    | Oman                                                                     | Coppa d'Asia 2007 - 1º turno                                             | -                                                                        | 62’                                                                      |
| 13-7-2007                                                                | Bangkok                                                                  | Iraq                                                                     | 3 – 1                                                                    | Australia                                                                | Coppa d'Asia 2007 - 1º turno                                             | -                                                                        | 35’                                                                      |
| 16-7-2007                                                                | Bangkok                                                                  | Thailandia                                                               | 0 – 4                                                                    | Australia                                                                | Coppa d'Asia 2007 - 1º turno                                             | -                                                                        |                                                                          |
| 21-7-2007                                                                | Hanoi                                                                    | Giappone                                                                 | 1 – 1 dts (4 – 3 dtr)                                                    | Australia                                                                | Coppa d'Asia 2007 - Quarti di finale                                     | -                                                                        | 75’                                                                      |
| 11-9-2007                                                                | Melbourne                                                                | Australia                                                                | 0 – 1                                                                    | Argentina                                                                | Amichevole                                                               | -                                                                        | 89’                                                                      |
| 26-3-2008                                                                | Kunming                                                                  | Cina                                                                     | 0 – 0                                                                    | Australia                                                                | Qual. Mondiali 2010                                                      | -                                                                        |                                                                          |
| 1-6-2008                                                                 | Brisbane                                                                 | Australia                                                                | 1 – 0                                                                    | Iraq                                                                     | Qual. Mondiali 2010                                                      | -                                                                        | 48’                                                                      |
| 7-6-2008                                                                 | Dubai                                                                    | Iraq                                                                     | 1 – 0                                                                    | Australia                                                                | Qual. Mondiali 2010                                                      | -                                                                        | 45+1’                                                                    |
| 19-8-2008                                                                | Londra                                                                   | Australia                                                                | 2 – 2                                                                    | Sudafrica                                                                | Amichevole                                                               | -                                                                        | 62’                                                                      |
| 11-2-2009                                                                | Yokohama                                                                 | Giappone                                                                 | 0 – 0                                                                    | Australia                                                                | Qual. Mondiali 2010                                                      | -                                                                        |                                                                          |
| 6-6-2009                                                                 | Doha                                                                     | Qatar                                                                    | 0 – 0                                                                    | Australia                                                                | Qual. Mondiali 2010                                                      | -                                                                        | 73’                                                                      |
| 10-6-2009                                                                | Sydney                                                                   | Australia                                                                | 2 – 0                                                                    | Bahrein                                                                  | Qual. Mondiali 2010                                                      | -                                                                        | 63’                                                                      |
| 17-6-2009                                                                | Melbourne                                                                | Australia                                                                | 2 – 1                                                                    | Giappone                                                                 | Qual. Mondiali 2010                                                      | -                                                                        |                                                                          |
| 5-9-2009                                                                 | Seul                                                                     | Corea del Sud                                                            | 3 – 1                                                                    | Australia                                                                | Amichevole                                                               | -                                                                        | 73’                                                                      |
| 10-10-2009                                                               | Sydney                                                                   | Australia                                                                | 0 – 0                                                                    | Paesi Bassi                                                              | Amichevole                                                               | -                                                                        | 16’                                                                      |
| 24-5-2010                                                                | Melbourne                                                                | Australia                                                                | 2 – 1                                                                    | Nuova Zelanda                                                            | Amichevole                                                               | -                                                                        | 28’ 46’                                                                  |
| 1-6-2010                                                                 | Roodepoort                                                               | Australia                                                                | 1 – 0                                                                    | Danimarca                                                                | Amichevole                                                               | -                                                                        | 73’                                                                      |
| 5-6-2010                                                                 | Roodepoort                                                               | Stati Uniti                                                              | 3 – 1                                                                    | Australia                                                                | Amichevole                                                               | -                                                                        | 76’                                                                      |
| 13-6-2010                                                                | Durban                                                                   | Germania                                                                 | 4 – 0                                                                    | Australia                                                                | Mondiali 2010 - 1º turno                                                 | -                                                                        | 46’                                                                      |
| Totale                                                                   |                                                                          | Presenze                                                                 | 47                                                                       |                                                                          | Reti                                                                     | 0                                                                        |                                                                          |

## Palmarès

### Nazionale
- Coppa d'Oceania: 1

Australia 2004